# Срби у Чешкој
Срби у Чешкој су призната национална мањина у Чешкој Републици.

## Историја
Постојало је 1866. године у Прагу Српско омладинско друштво "Србенда", које је чинило "Уједињену омладину српску".
У Прагу је 1903. године председник "Шумадије" био је Димитрије Беговић. То "Српско студентско друштво 'Шумадија'" је било регистровано и имало је своју управу. На челу нове Управе тог друштва били су 1905. године председник Влад. Бошњак техничар, и као потпредседник Јован Радаковић правник. Године 1906. у Прагу VIII је покренут месечник, часопис "Српско цвеће" под уредништвом Зорке Ховоркове. Ховоркова је 1903. године покренула формирање Фонда за потпомагање сиромашних српских ђака у Прагу.
Близу Прага налази се место звано „Србско” тј. "Србија", код замка Карлштејна (из 1348), чији су оснивачи - становници пореклом Срби досељеници - војници из Немањићке Србије. Они су можда потомци једног војног изасланства (поклисара и његове пратње) које је тадашњи српски владар цар Душан упутио цару Карлу. Карл је писао Душану 1355. године познато писмо из Пизе. По једном предању цар Душан је послао један одред Срба да буду чувари Карлови (витезови). Углавном су мештани Србског били као људи - високи, црномањасти и поносити. Ту живи 1938. године око 600 становника, који претежно раде у каменолому. Мештани су сматрали да је село остало од једног логора српских војника. Замак је подигао чешки краљ и цар Немачко-Римског царства Карло IV, да ту буде ризница краљевских и државних драгоцености. Ту је хтео да склони најважније и најдрагоценије ствари. После битке на Белој Води, драгоцености прво пренете у Праг, у цркву Св. Вита, па у Беч. Замак је био тешко освојив, налазио се на стени високој 380 метара, добро утврђен.
Године 1924. у Прагу је грађена православна капела на Олшанском гробљу. Капелу изгинулим Србима, који су били интернирани и затворени у том делу Аустроугарске монархије, градила је југословенска држава, а радили је су добровољно тамошње руске избеглице.

## Наше време
Центар окупљања српске заједнице је Српски културни центар или Српска кућа, репрезентативни објекат на пет спратова, која је отворена крајем 2012. године у центру Прага. У Чешкој постоји Српско удружење "Свети Сава", које је формирано 2002. године, чији је председник мр Бранка Кубеш. Такође излази и часопис "Српска реч", основан 2005. године и часопис за децу српске мањине "Ђурђевак", који излази од 2007. године. Часописи се штампају ћирилицом.
У Карловим Варима делује удружење "Видовдан" које води Дејан Ранђеловић. Он се стара о Маузолеју у Јиндриховицама што је и један од циљева удружења. Маузолеј са посмртним остацима 7.100 Југословена (претежно Срба) и 189 Руса страдалих у аустро-угарским логорима током Првог светског рата се налази неколико километара од Карлових Вари. У овом месту је за време Првог светског рата био највећи концентрациони логор на територији Аустро-Угарске. Кроз логор је прошло око 40.000 заробљеника. Овде су највише довођени Срби, а један од њих који је био ту кратко време је и Димитрије Туцовић. Осим тога у Чешкој постоји Маузолеј југословенских војника у Оломоуцу.
У Прагу се налази православна црква Свети Ћирило и Методије. 
Број Срба у Чешкој је око 7.000 људи.

## Познате личности
- Симеон Јаковљевић, епископ Православне цркве чешких земаља и Словачке
- Предраг Бјелац, глумац
- Марко Ивановић, диригент и композитор
- Стефан Симић, фудбалер
- Јелена Ћирић, књижевница